# 川上地区 (河内長野市)

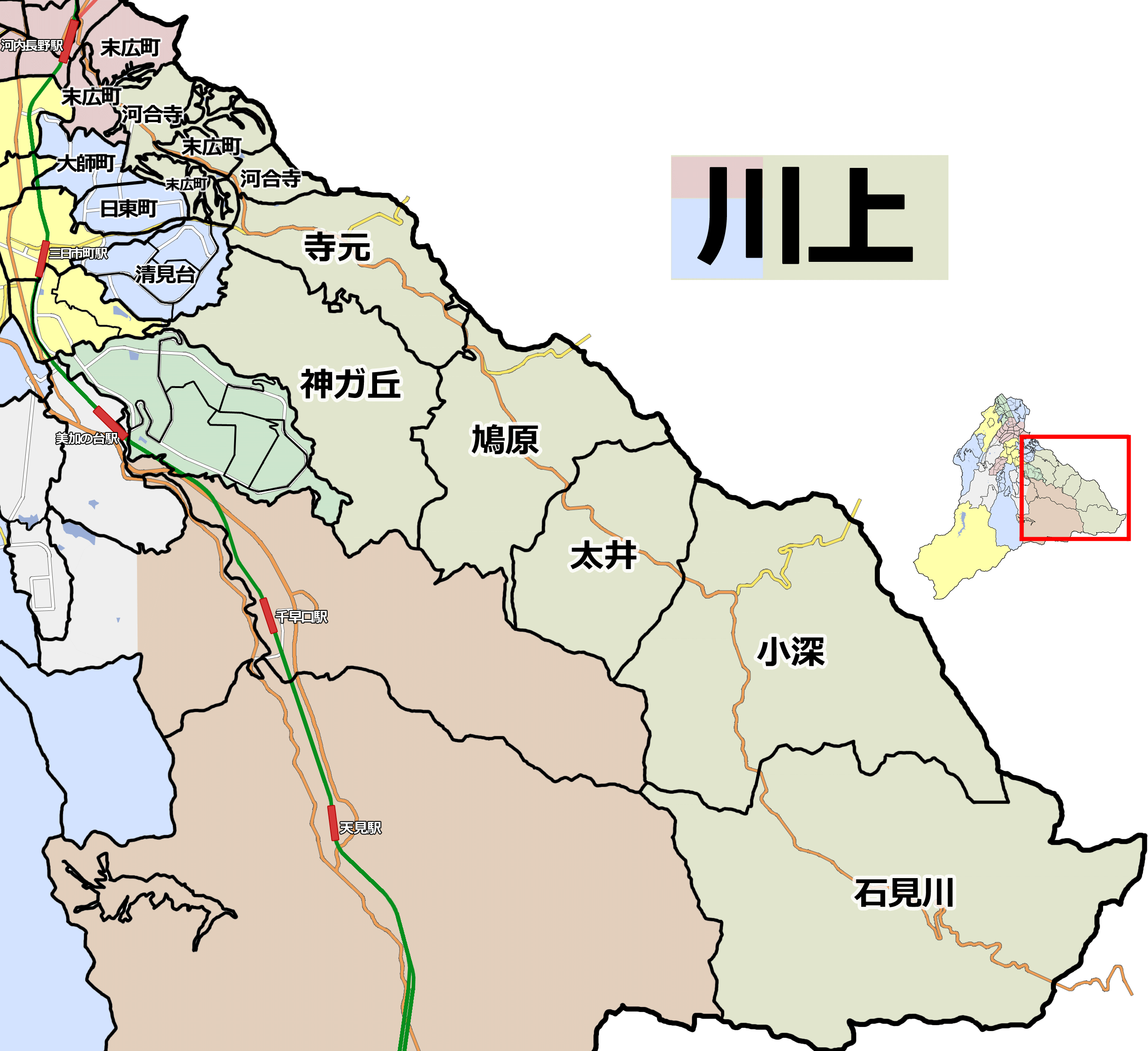
川上地区の地図（緑色）

川上地区（かわかみちく）は、大阪府河内長野市の地域。河内長野市の東部に該当する。
本項では概ね同地域に存在した南河内郡川上村（かわかみむら）についても述べる。

## 地理
ほぼ全域が山間地帯となっており、市域最東部の石見川は奈良県に隣接し、神福山の山頂も有している。石川支流の石見川が南東から北西へと流れており、その谷あい沿いに集落や田畑が続いている。
- 山岳：神福山
- 河川：石見川

## 歴史
- 1889年（明治22年）4月1日 - 町村制の施行により、錦部郡石見川村、太井村、鬼住村、河合寺村、小深村、寺元村、鳩原村の区域をもって川上村が成立。
- 1896年（明治29年）4月1日 - 川上村の所属郡が南河内郡に変更。
- 1935年（昭和10年）6月30日 - 集中豪雨により鬼住橋が流失[1]。
- 1954年（昭和29年）4月1日 - 長野町、天見村、加賀田村、高向村、三日市村と新設合併して河内長野市が発足、同市の一部となる。大字鬼住が改称して神ガ丘となる。

## 地域
当地域の多くは山間にあり、林業地として発達してきた。大規模な住宅地開発等は北西部を除いて行われておらず、豊かな自然が残っている。特に南東部は金剛生駒紀泉国定公園となっており、標高900mを超える地点もある。北西部に関しては、各住宅団地と接しており、長野・三日市各地区および美加の台などとの生活圏と一体となっている。
全域が河内長野市立川上小学校の校区となっており、また校区には一般に川上地域に含めない末広町・大師町・日東町・清見台の区域も含まれる。

### 河合寺

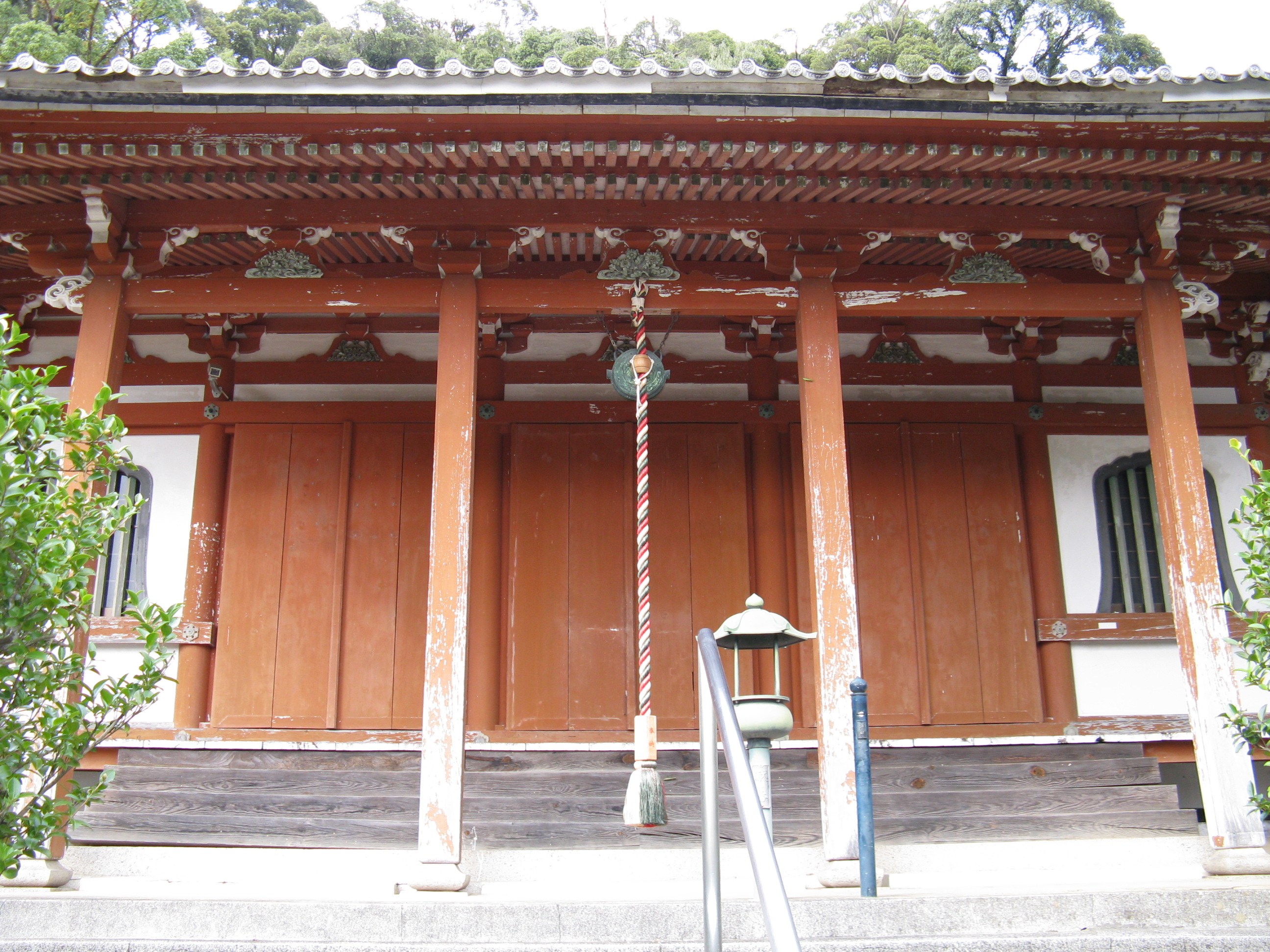
河合寺 奥之院

読みは「かわいでら」。1889年（明治22年）の町村制施行により、川上村の大字となる。四方をほぼ末広町に取り囲まれ、入り組んだ複雑な住所区分となっている。地名の由来は、承平のころ河南の三大名刹であった河合寺の所在地であることとされ、河合寺の周辺は大阪府営長野公園の奥河内あじさい公園として指定されている。北東には河内長野駅、南東には大師町・日東町が隣接しているが、深い渓谷と境内、府営公園敷地に阻まれており、古くからの集落のみが国道沿いに続く。
主な施設、旧跡など
- 河合寺
- 長野公園 奥河内あじさい公園（河合寺地区）
- 大阪安全衛生教育センター

### 寺元

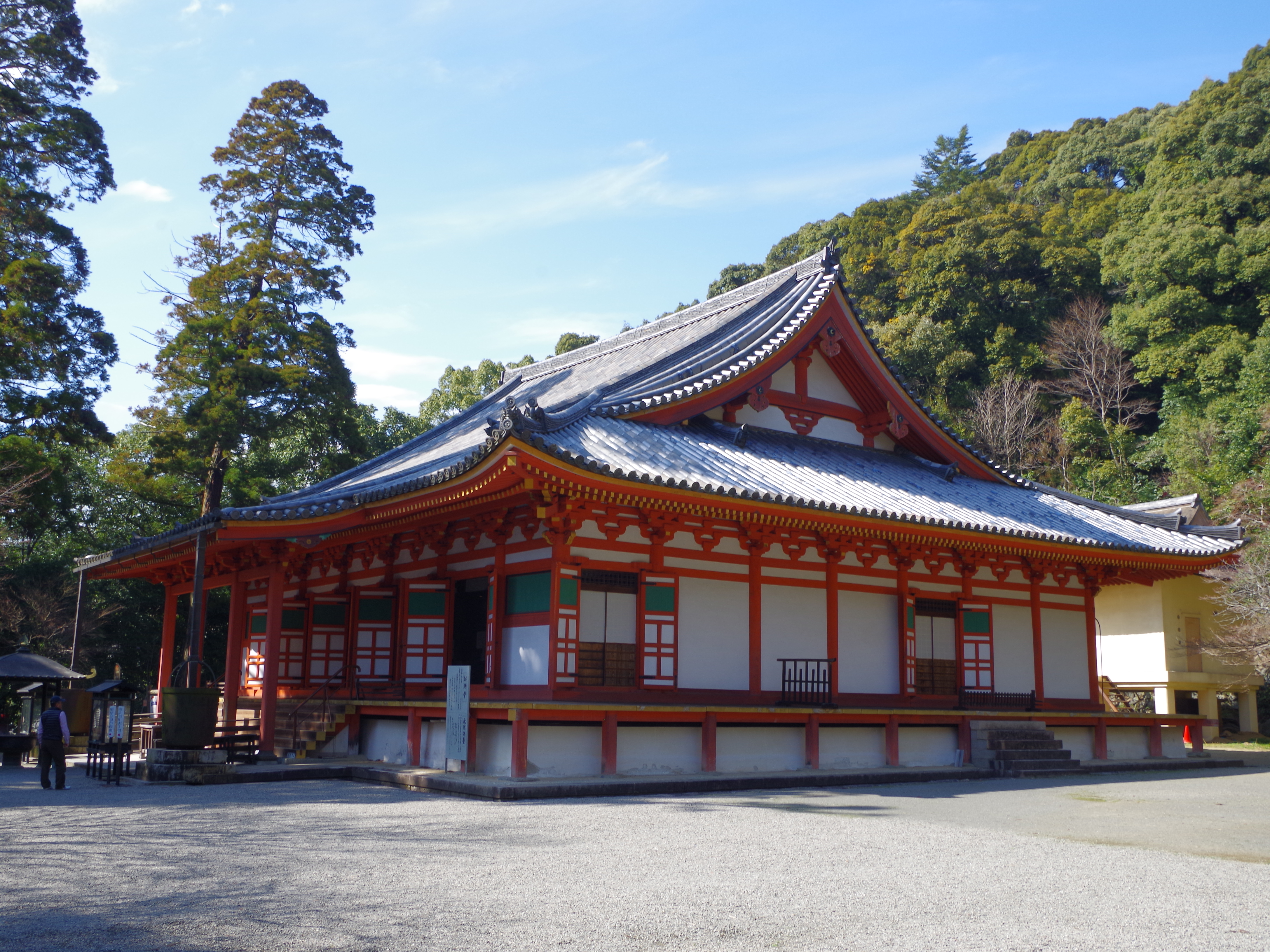
観心寺 金堂

読みは「てらもと」。1889年の町村制施行により、川上村の大字となる。川上地区の中心的集落で、国道のほかに、西へは三日市町駅や住宅団地、北へは小吹台にと大阪府道209号でつながっている。古くは寺本とも書いた。地名の由来は、後村上天皇や楠木正成ゆかりの観心寺の所在地であることとされ、南北朝期より文献に見える。観心寺一帯は大阪府営長野公園の奥河内楠公の里として指定されており、周辺には観光向けの飲食店等並んでいる。現在の河内長野市立東中学校に併合される前の川上中学校は川上公民館となっている。
主な施設、旧跡など
- 観心寺
  - 後村上天皇檜尾陵
  - 楠木正成首塚
  - 長野公園 奥河内楠公の里（観心寺・丸山地区）
- 川上公民館
- 河内長野警察署 川上駐在所
- 観心寺保育園

### 神ガ丘

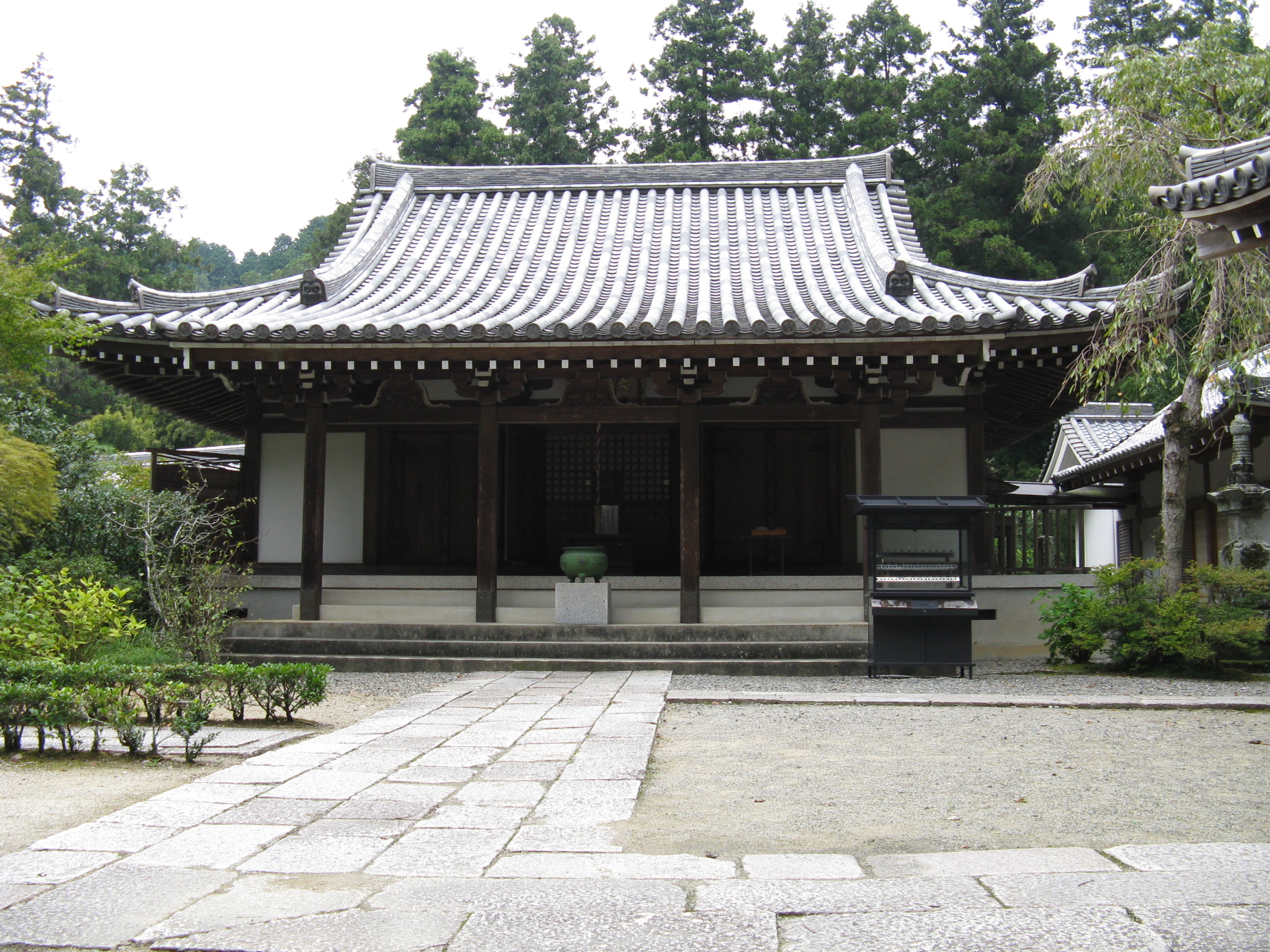
延命寺 本堂

読みは「かみがおか」。1954年の河内長野市発足の大字改称までは鬼住（おにずみ）であった。地名の由来は、往古鬼が住んでいたという伝承による。また室町時代の文献には、鬼住の代わりに「小西見」とも書いていることが確認されている。鬼住のほかに葛野、伏谷の集落に分かれている。神ガ丘の中央部を石見川が西流し、並行する大阪府道214号が三日市町駅までつながっている。1874年から1984年まで楠郷小学校があった。1992年までは美加の台の一部も含まれていた。映画『鬼ガール!!』のロケ地にもなっている。
主な施設、旧跡など
- 延命寺
- 長野公園奥河内もみじ公園（延命寺地区）
- 鬼住橋

### 鳩原

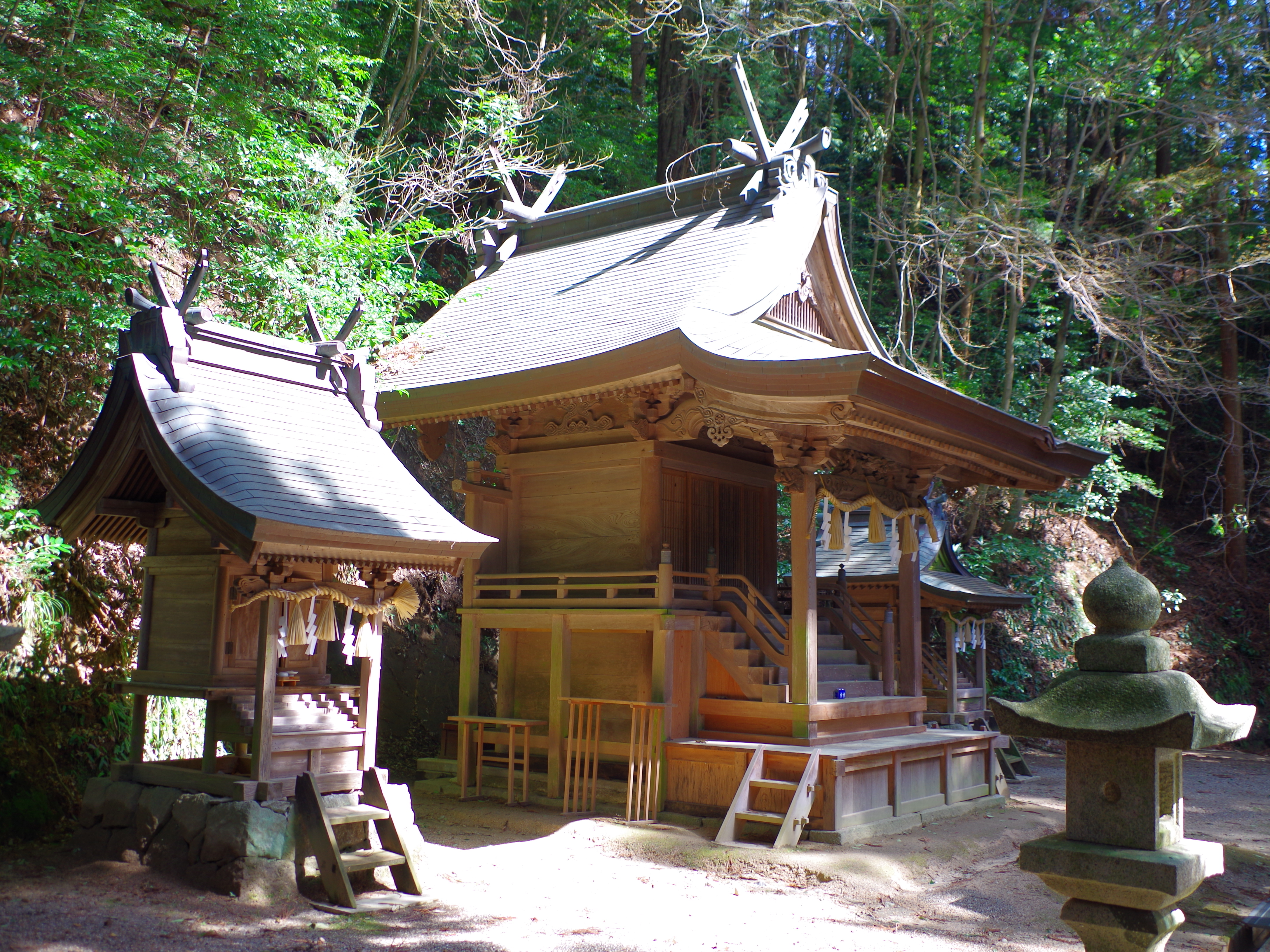
川上神社 本殿

読みは「はとはら」。1889年の町村制施行により、川上村の大字となる。河内長野市となるまでの間に村役場が置かれ、その後も公民館や川上簡易郵便局などの公共機関が集まっていた。地名の由来は、続日本紀によると、699年（文武天皇3年）に白鳩を献上したことによるといわれる。東端と西端の地区に分かれている。
主な施設、旧跡など
- 川上神社
- 大日寺
- 地蔵寺
- 鳩原遺跡 - 縄文時代中期の集落（竪穴建物等）

### 太井
読みは「おおい」。1889年の町村制施行により、川上村の大字となる。古くは大井とも書いた。古くは観心寺七郷の1つで、南北朝期よりあったといわれる。敏達天皇の皇居である百済大井宮があったとする説がある。石見川の中上流域に位置し、東西の国道沿いに古くからの集落が点在する。1911年から1984年まで錦川小学校があった。

### 小深
読みは「こぶか」。1889年の町村制施行により、川上村の大字となる。古くは観心寺七郷の1つで、南北朝期よりあったといわれる。石見川の中上流域に位置し、南北の国道沿いに古くからの集落が点在する。小深と下小深に分かれている。北東の千早へは大阪府道214号でつながっている。
主な施設、旧跡など
- 山本家住宅
- 千早洞

### 石見川

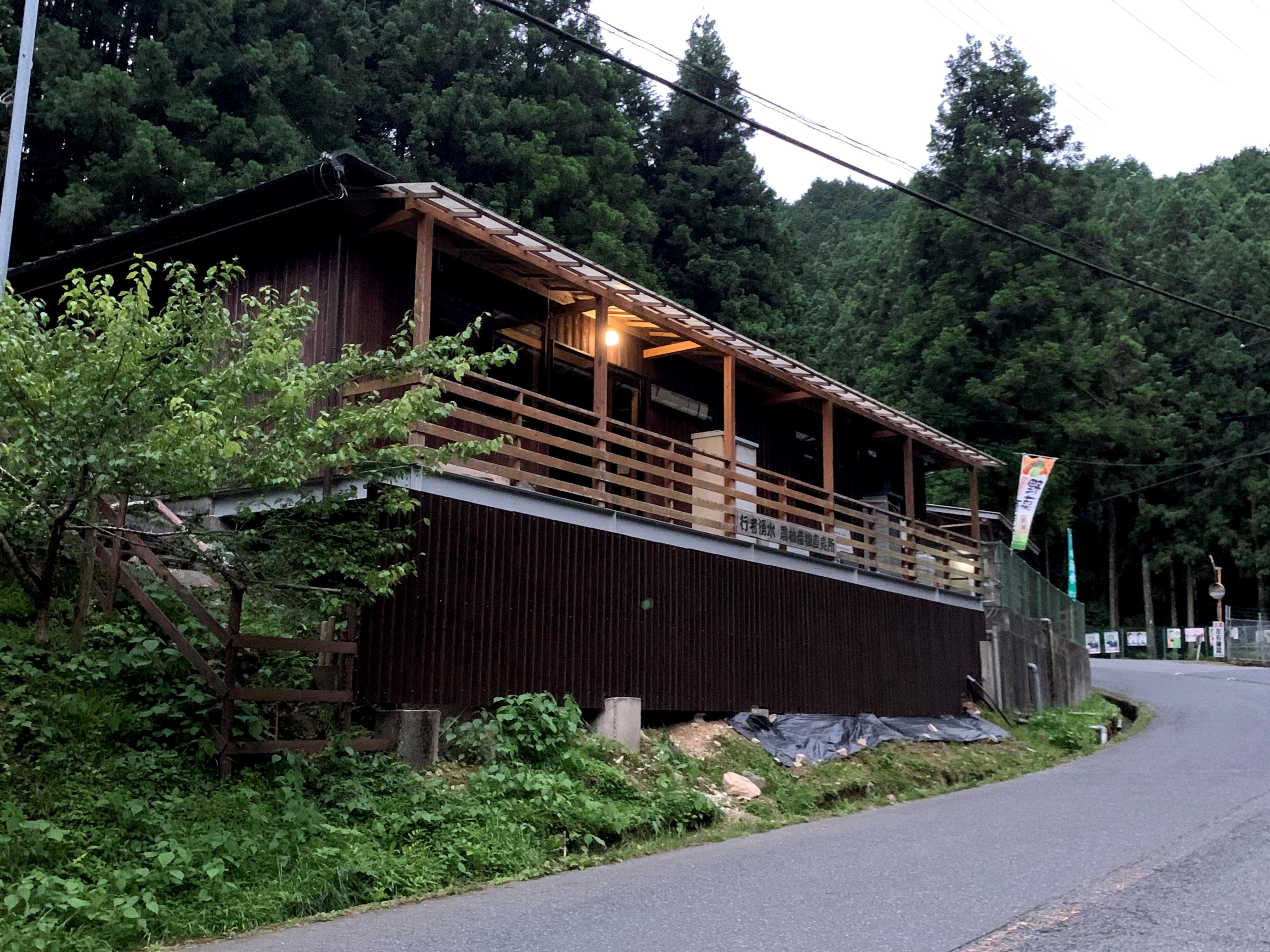
行者湧水直売所

読みは「いしみがわ」。1889年の町村制施行により、川上村の大字となる。古くは観心寺七郷の1つで、南北朝期よりあったといわれる。河内長野市の最東端であり、石見川の上流域に位置する。国道沿いに古くからの集落があるほか、湧水直売所などが点在する。北東の千早へは大阪府道214号でつながっている。
主な施設、旧跡など
- 石見川浄水場
- 行者湧水直売所
- 神福山
- ダイヤモンドトレール

## 交通
石見川にほぼ並行して国道310号が通り、長野方面へのライフラインとして機能している。富田林市や千早赤阪村方面からそれぞれの集落へとつなぐ各大阪府道があるが、狭小路線のため、代わりに市道等が生活道となっている。
- 国道310号
- 大阪府道201号甘南備川向線
- 大阪府道209号東阪三日市線
- 大阪府道211号中津原寺元線
- 大阪府道214号河内長野千早城跡線
- 大阪府南河内広域農道